# Hush... Hush, Sweet Charlotte
Hush... Hush, Sweet Charlotte is een Amerikaanse thriller uit 1964 onder regie van Robert Aldrich. De film werd destijds in Nederland uitgebracht onder de titel Wiegelied voor een lijk.

## Verhaal
Charlotte is een rijke oude vrijster. Iedereen is bang voor haar vanwege een moord die ze 40 jaar geleden gepleegd zou hebben. Toch werd nooit bewezen dat ze werkelijk de moordenaar was. Haar dienster Velma is een van de enige personen die nog contact met haar heeft. Ze heeft vaak te maken met Charlottes geestelijke problemen. Daarnaast spreekt Charlotte nog weleens met haar nicht Miriam. Wanneer ze dreigt te worden onteigend voor de aanleg van een nieuwe snelweg, zoekt ze hulp bij Miriam.

## Rolverdeling
| Acteur              | Personage     |
| ------------------- | ------------- |
| Bette Davis         | Charlotte     |
| Olivia de Havilland | Miriam        |
| Joseph Cotten       | Drew          |
| Agnes Moorehead     | Velma         |
| Cecil Kellaway      | Harry         |
| Victor Buono        | Big Sam       |
| Mary Astor          | Jewel         |
| Wesley Addy         | Sheriff       |
| William Campbell    | Paul Marchand |
| Bruce Dern          | John Mayhew   |
| Frank Ferguson      | Redacteur     |
| George Kennedy      | Voorman       |
| Dave Willock        | Taxichauffeur |
| Michel Petit        | Bendeleider   |
| John Megna          | Nieuwe jongen |